# Jamaica nos Jogos Olímpicos de Inverno de 1998
A Jamaica competiu nos Jogos Olímpicos de Inverno de 1998 em Nagano, Japão.

## Desempenho

### Bobsleigh
Masculino
| Atleta                                               | Evento  | Final      | Final      | Final      | Final      | Final   | Final |
| Atleta                                               | Evento  | 1ª corrida | 2ª corrida | 3ª corrida | 4ª corrida | Total   | Pos.  |
| ---------------------------------------------------- | ------- | ---------- | ---------- | ---------- | ---------- | ------- | ----- |
| Dudley Stokes Winston Watt Chris Stokes Wayne Thomas | Equipes | 54.41      | 54.55      | 54.80      |            | 2:43.76 | 21    |
| Devon Harris Michael Morgan                          | Duplas  | 56.56      | 56.52      | 56.36      | 56.30      | 3:45.74 | 29    |